# ТЕЦ Катовиці
ТЕЦ Катовиці — теплоелектроцентраль в однойменному місці на півночі Польщі.
У 1980-му та 1981-му роках на майданчику майбутньої ТЕЦ стали до ладу два вугільні водогрійні котли WP-120 потужністю по 140 МВт, постачені рацибузькою компанією Rafako. В 1988-му змонтували ще два водогрійні котли того ж виробника, проте на цей раз типу WP-200 з показниками по 233 МВт.
У 2003-му котельню перетворили на теплоелектроцентраль, для чого ввели енергоблок BCF-100 електричною та тепловою потужністю 135 МВт та 180 МВт відповідно. Він обладнаний котлом з циркулюючим киплячим шаром CFB-100, розрахованим на спалювання вугілля із додаванням біомаси, та паровою турбіною чеської компанії Skoda TGK 120-13.
На заміну старим водогрійним котлам в середині 2010-х змонтували три нові потужністю по 38 МВт, які використовують мазут та природний газ.